# Huỳnh Văn Nghệ
Huỳnh Văn Nghệ (1914-1977) là một nhà hoạt động cách mạng và là một chỉ huy quân sự Việt Nam, nổi tiếng về tài thi ca, có những câu thơ được nhiều người truyền tụng. Ông được nhà nước Việt Nam truy tặng danh hiệu Anh hùng lực lượng vũ trang nhân dân, vì những đóng góp trong thời kỳ chống Pháp và Giải thưởng Nhà nước về nghệ thuật.

## Tiểu sử
Huỳnh Văn Nghệ sinh ngày 12 tháng 2 năm 1914 tại làng Tân Tịch, Tân Uyên, tỉnh Biên Hòa (nay thuộc xã Thường Tân, huyện Bắc Tân Uyên, tỉnh Bình Dương), trong một gia đình nghèo.
Trước khi sinh ra ông, gia đình ông từng sống du cư bằng ghe trên sông Bao Ngược. Năm 1903, gia đình ông gặp một trận bão lớn cuốn hết cả gia tài và hai người con đầu.
Sau trận bão đó, gia đình ông lưu lạc lên lập nghiệp ở vùng Tân Uyên (khu vực Thường Tân, Đất Cuốc). Cha của ông là ông Huỳnh Văn Tờn, từng học võ và biết chữ Nho, sống bằng nghề đi săn, nhưng có lúc phải đi làm mướn (cưa gỗ) để sinh kế. Là một người khẳng khái, mặc dù chính quyền thực dân cấm, ông Tờn vẫn lén lút dạy võ cho thanh niên trong làng và từng được hương chức làng mời ra làm hương tuần nhưng ông Tờn không nhận. Mẹ ông là bà Đoàn Thị Hiển, sinh năm Canh Thìn (1880), làm nghề gánh hàng bán cau khô, vải, nước mắm, thường đi chợ Tân Uyên để mua hàng về bán cho các làng lân cận như Tân Hòa, Mỹ Lộc,...
Huỳnh Văn Nghệ là con thứ 7 trong gia đình nên còn gọi là Tám Nghệ (theo cách gọi gia đình của người miền Nam). Trừ 2 người đầu mất tích do bão lũ năm 1903, và người thứ 3 và thứ 6 mất sớm, ông có một người anh thứ tư (Năm Thọ) và người chị thứ 5 (Sáu Yển) và 2 người em út (Chín Lưỡng và Mười Mẫn). Như thông tục thời bấy giờ, ông còn được cha mẹ gọi là Ngộ hoặc Ngãi (Gọi trại tên con cho xấu đi để ma quỷ không bắt đi).
Tuy nhà nghèo, nhưng ông được hưởng một nền giáo dục rất tốt, được cha dạy dỗ về căn bản cả văn lẫn võ, được gia đình chăm lo ăn học đến nơi đến chốn. Ông được cho đi học bậc tiểu học tại làng Mỹ Lộc, quận Tân Uyên và học rất giỏi. Nhờ đó, năm 1928, sau khi tốt nghiệp bậc tiểu học, ông đã giành được học bổng bậc trung học của Trường Petrus Ký. Sau khi lên Sài Gòn học ít lâu, cha ông tử nạn bởi bị rắn độc cắn. Toàn bộ gia đình ông trông nhờ vào người mẹ buôn bán nhỏ và người anh làm thầy giáo ở quê nhà.
Từ nhỏ, ông chịu ảnh hưởng tinh thần yêu nước của gia đình. Khi học bậc trung học tại trường Petrus Ký tại Sài Gòn, ông thường xuyên có thái độ bài Pháp thực dân và có thể đã có những tiếp xúc đầu tiên với những người Cộng sản. Trong tự truyện của mình, ông có ghi lại tên người Cộng sản đầu tiên tiếp xúc với ông tên là Phụng, gặp khi ông và người đó cùng chữa trị tại bệnh viện.
Sau khi tốt nghiệp với bằng Thành chung vào năm 1932, ông vào làm công chức tại Sở Hỏa xa Đông Dương (Sài Gòn). Thời gian này, ông được các cán bộ Cộng sản vận động, tham gia phong trào Đông Dương Đại hội vào năm 1936, một phong trào vận động thu thập dân nguyện đề nghị cải cách với chính quyền thực dân Pháp, bắt đầu hoạt động làm thơ, viết báo (tiếng Việt, tiếng Pháp) đăng trên các báo ở Sài Gòn với bút danh Hoàng Hồ. Năm 1937, ông được bí mật kết nạp vào Đảng Cộng sản Đông Dương lần thứ nhất.
Năm 1940, Khởi nghĩa Nam Kỳ nổ ra và bị chính quyền thực dân đàn áp khốc liệt. Vì là một đảng viên bí mật nên thân phận của ông không bị bại lộ. Nhưng do việc thường xuyên tiếp tế cho một bộ phận nghĩa quân rút về lập căn cứ ở Tân Uyên, năm 1942, ông bị phát hiện và bị truy bắt. May mắn là ông kịp đào thoát sang Thái Lan. Tại đây, ông hoạt động trong phong trào Việt kiều yêu nước, tổ chức xuất bản tờ báo Hồn cố hương, kêu gọi Việt kiều bào hướng về Tổ quốc, ủng hộ cách mạng.
Năm 1944, ông trở về nước bắt liên lạc với Trần Văn Giàu, Bí thư Xứ ủy Nam Kỳ và được giao lập khu nghĩa quân Đất Cuốc tại quê hương Tân Uyên, Biên Hòa.
Tháng 7 năm 1945, lần thứ hai ông được kết nạp vào Đảng Cộng sản Đông Dương, Thủ lĩnh Thanh niên Tiền phong tại Biên Hòa, và tham gia Tổng khởi nghĩa tháng Tám, trực tiếp chỉ huy bắt sống Tỉnh trưởng là Nguyễn Văn Quý và cảnh sát trưởng tỉnh Biên Hòa là Phước. Ông được giao nhiệm vụ chỉ huy trưởng lực lượng Giải phóng quân Biên Hòa, cố vấn cho Ủy ban kháng chiến miền Đông.
Chính quyền cách mạng giao cho ông trọng trách mang hơn 10 vạn đồng (tiền Đông Dương) qua Campuchia mua vũ khí về phục vụ cách mạng nhưng hai kẻ môi giới cầm tiền đã bỏ trốn, khiến ông không hoàn thành nhiệm vụ. Sau này hai kẻ môi giới lừa bịp đã bị bắt.
Cuối tháng 9 năm 1945, Sài Gòn bị Pháp chiếm, luật sư Dương Văn Giáo, một trong những lãnh đạo Việt Nam Phục quốc Đồng minh Hội, đứng ra thành lập chính phủ Nam kỳ Cộng hòa quốc. Huỳnh Văn Nghệ đã trực tiếp tham gia bắt sống Dương Văn Giáo.
Ngày 25 tháng 10 năm 1945, Pháp đánh chiếm Biên Hòa, Thủ Dầu Một. Ngày 22 tháng 10 Ủy ban kháng chiến miền Đông rút ra Xuân Lộc, Phan Thiết. Một bộ phận 40 người và 30 súng trường do ông chỉ huy trở về Tân Tịch, ấp Đất Cuốc huyện Tân Uyên dựa vào rừng quê hương làm căn cứ xây dựng lực lượng chống thực dân Pháp, gọi là bộ đội Huỳnh Văn Nghệ. Căn cứ Tân Uyên được ông bố trí phòng ngự vững chắc, vận động nuôi ăn cho đơn vị tỉnh và bộ đội các tỉnh bạn về đây theo lệnh của Khu trưởng Nguyễn Bình, bảo vệ Khu bộ, tiếp liệu cho các công binh xưởng của khu. Không bao lâu, Tân Uyên trở thành một trong những căn cứ vững mạnh nhất ở Nam Bộ.
Tháng 4 năm 1946 ông được cử làm Phó Chủ tịch kiêm Ủy viên Quân sự của Ủy ban Hành chính tỉnh Biên Hòa.
Khi thực dân Pháp tiến hành xâm lược Việt Nam lần thứ 2, trên địa bàn tỉnh Biên Hoà có 3 tổ chức vũ trang yêu nước là: Vệ quốc đoàn Châu Thành, Vệ quốc đoàn Long Thành, Vệ quốc đoàn Biên Hoà.
Vệ quốc đoàn Châu Thành do quận ủy Châu Thành xây dựng, bao gồm một bộ phận Thanh niên Tiền phong và lực lượng công đoàn xung phong của nhà máy cưa BIF. Lực lượng này có khoảng 60 chiến sĩ, được tổ chức thành 5 tiểu đội do Doãn Tiến Nghiệp chỉ huy. Đơn vị đứng chân hoạt động tại khu vực Tân Phú – Thiện Tân. Sau này, Lê Văn Ngọc thay thế Doãn Tiến Nghiệp chỉ huy nên người dân địa phương gọi là "bộ đội Sáu Ngọc".
Vệ quốc đoàn Long Thành do Quận ủy Long Thành xây dựng với 27 chiến sĩ, gọi tên là "Cộng hoà vệ binh". Lực lượng này có nhiều biến động, trong đó có việc tiếp nhận một số lực lượng từ Sài Gòn đến và cán bộ từ Trại du kích Vĩnh Cửu. Sau nhiều lần thay đổi tên gọi và tiếp nhận lực lượng, đến tháng 1 năm 1946, lực lượng này mang tên là Vệ quốc đoàn Châu Thành, do Huỳnh Văn Đạo chỉ huy.
Tháng 5 năm 1946, Hội nghị Quân sự tỉnh Biên Hoà tổ chức tại Chiến khu Đ và quyết định thống nhất các lực lượng vũ trang Biên Hòa. Vệ Quốc đoàn Châu Thành sáp nhập với Vệ quốc đoàn Biên Hòa do Huỳnh Văn Nghệ làm chỉ huy. Lúc này, Vệ quốc đoàn Long Thành còn hoạt động độc lập.
Tháng 6 năm 1946, Khu 7 mở Hội nghị Quân sự toàn Khu tại Đông Thành, quyết định thống nhất các lực lượng vũ trang mỗi tỉnh và tổ chức thành Chi đội. Tại Biên Hòa, Vệ quốc đoàn Long Thành sáp nhập vào Vệ quốc đoàn Biên Hòa. Từ đây, lực lượng vũ trang yêu nước tại Biên Hòa hình thành Chi đội 10.
Sau đó ông làm Chi đội trưởng Chi đội 10 Vệ quốc đoàn Nam Bộ (tương đương trung đoàn) hoạt động tại địa bàn Biên Hòa. Ban Chỉ huy Chi đội gồm: Huỳnh Văn Nghệ – Chi đội trưởng, Nguyễn Văn Lung – Chi đội phó và Phan Đình Công – Chính trị viên.
Quân số của Chi đội 10 trên 2.000 người, được tổ chức thành 3 đại đội với phiên hiệu A,B,C. Đại đội A gồm 3 trung đội 1,2,3 do Võ Tinh Quân chỉ huy, đứng chân hoạt động trên địa bàn Tân Uyên, Chiến khu Đ; đại đội B gồm 3 trung đội 4,5,6 do Lê Văn Ngọc chỉ huy, đứng chân hoạt động trên địa bàn Xuân Lộc, Châu Thành; đại đội Công nhân gồm 2 trung đội 7,8 do Lương Văn Nho chỉ huy hoạt động ở địa bàn Long Thành.
Tháng 5 năm 1946, Tư lệnh Nam Bộ Nguyễn Bình phong cho ông làm Khu bộ phó Khu 7 (bấy giờ Khu bộ trưởng Khu 7 là Lê Văn Viễn, tức Bảy Viễn, một thủ lĩnh lực lượng Bình Xuyên).
Ông đã chỉ huy nhiều trận đánh lớn tại miền Đông, đặc biệt với trận La Ngà ngày 1 tháng 3 năm 1948, đây là trận giao thông chiến lớn nhất Nam bộ kể từ ngày Pháp tái chiếm Nam Bộ. Quân đội do ông chỉ huy đã tiêu diệt 2 đại đội địch, 63 xe camions và thiết giáp, giết 2 quan năm De Désarigné và Barasat, bắt sống một số sĩ quan Pháp, trong đó có tên quan ba Goffrey bị thương. Đơn vị ông được Chính phủ Việt Nam Dân chủ Cộng hòa tặng thưởng Huân chương Chiến công, riêng Trung đoàn trưởng Huỳnh Văn Nghệ được đích thân Chủ tịch Hồ Chí Minh gửi thưởng riêng một áo trấn thủ.
Sau tháng 7/1948, Huỳnh Văn Nghệ nhận nhiệm vụ Khu Trưởng Khu 7, cùng Chính ủy Khu 7 Nguyễn Văn Trí xây dựng căn cứ mới của Khu, thành lập Bộ đội chỉ lực Khu 7, lấy tên là Bộ đội 303. Năm 1949, khi biết được trường hợp tổ du kích Tân Uyên do đội trưởng Trần Công An (Hai Cà) đã sử dụng một chiến thuật đặc biệt đánh được tháp canh cầu Bà Kiên (nay thuộc Tân Uyên, Bình Dương) trên lộ 24, nối liền Biên Hòa với Chiến khu Đ, ông đã cho nghiên cứu sáng kiến cách đánh tháp canh này, phát triển chiến thuật, giao cho Tham mưu trưởng Khu 7 Nguyễn Văn Lung (Ba Lung) phân công đồng chí Lê Quang Nghiêm tức họa sĩ Lê Du cùng với hai đồng chí cán bộ tham mưu Tiểu đoàn trưởng Nguyễn Soái và Hoàng Trọng Đức điều nghiên, vẽ sơ đồ hệ thống tháp canh De La Tour phục vụ Bộ Tư lệnh tổ chức trận đánh đầu tiên ở Biên Hòa, hạ 30 tháp canh trong một đêm. Kết quả giết được nhiều địch, thu nhiều vũ khí. Sau đó ông đã phổ biến kỹ chiến thuật đánh tháp canh cho khắp các tỉnh ở Nam Bộ, Liên khu 5 và Cao Miên, đập tan sáng kiến chiến lược tháp canh De La Tour của Tướng De La Tour và giải quyết được sự bế tắc chiến thuật của Khu 7 lúc đó.
Năm 1950, sau khi sáp nhập khu Sài Gòn - Chợ Lớn vào khu 7, Huỳnh Văn Nghệ là Phó Tư lệnh bộ Tư lệnh Khu 7.
Năm 1951 tỉnh Thủ Biên được thành lập trên cơ sở sáp nhập 2 tỉnh Biên Hòa và Thủ Dầu Một trực thuộc Phân liên khu miền Đông gồm 9 huyện: Hớn Quản, Bến Cát, Lái Thiêu, Thủ Đức, Tân Uyên, Châu Thành, Sông Bé, Vĩnh Cửu, Xuân Lộc và 2 thị xã: Thủ Dầu Một, Biên Hòa. Ông được cử làm Ủy viên Thường vụ Tỉnh ủy, Tỉnh đội trưởng. Tỉnh đội Thủ Biên đề ra kế hoạch mở cuộc tiến công đánh diệt Chi khu Trảng Bom nhằm đột phá một mắt xích quan trọng trong hệ thống đồn bót kềm tỏa của địch ở khu vực xung quanh thị xã Biên Hòa; phá bàn đạp của địch đánh vào Chiến khu Đ.
Lực lượng tham gia trận đánh gồm tiểu đoàn 303, đại đội Nguyễn Văn Nghĩa, đại đội Lam Sơn, du kích huyện Vĩnh Cửu, đội đặc công biệt động và đội pháo binh tỉnh Thủ Biên, lực lượng vũ trang tuyên truyền huyện Xuân Lộc. Ông trực tiếp chỉ huy trận đánh. Trận tiến công bất ngờ làm đối phương không kịp trở tay. Sau 30 phút chiến đấu, Vệ quốc quân tiêu diệt 50 lính Âu Phi, bắt sống 50 người khác, phá hủy 1 xe tăng, thu 200 súng các loại (trong đó có 3 đại liên, 6 trung liên, 2 súng cối 81 ly), hàng chục tấn đạn dược, lương thực, thực phẩm. Đây là trận đầu tiên tiêu diệt trung đoàn bộ binh thuộc địa (Régiment Infanterie Coloniale) của quân chính quy Pháp ở Nam Bộ. Chiến thắng Trảng Bom đã tạo tiếng vang lớn trên chiến trường Biên Hòa và các tỉnh miền Đông Nam Bộ đã góp phần xóa tan bàn đạp tiến công của Pháp vào các căn cứ kháng chiến, đồng thời mở thông hành lang chiến lược từ chiến khu Đ về các huyện Long Thành và Bà Rịa, tạo điều kiện cho lực lượng kháng chiến liên lạc an toàn với chiến khu.
Năm 1953, ông được cử ra Bắc học tập và tiếp tục công tác trong Quân đội với hàm Thượng tá, Trưởng phòng Thể dục Thể thao, Phó Cục trưởng Cục Quân huấn thuộc Bộ Tổng Tham mưu Quân đội nhân dân Việt Nam.
Rời quân đội, Huỳnh Văn Nghệ chuyển sang làm Tổng cục phó Tổng cục Lâm nghiệp.
Năm 1965, ông về miền Nam tham gia chống Mỹ, tham gia công tác tại Trung ương Cục miền Nam, giữ các cương vị Trưởng ban Căn cứ, Phó ban Kinh tài và Trưởng ban Lâm nghiệp.
Sau khi đất nước thống nhất, ông là Thứ trưởng Bộ Lâm nghiệp (về sau hợp nhất vào Bộ Nông nghiệp và Phát triển nông thôn).
Ông lâm bệnh và mất tại Thành phố Hồ Chí Minh ngày 5 tháng 3 năm 1977.

## Di sản
Ba mươi năm sau, ông được Nhà nước Việt Nam truy tặng Giải thưởng Nhà nước về Văn học nghệ thuật cho các tác phẩm "Chiến khu xanh", "Bên bờ sông xanh", "Rừng thẳm sông dài". Ngày 17 tháng 4 năm 2010, ông được truy tặng danh hiệu Anh hùng lực lượng vũ trang nhân dân.
Không chỉ là một chỉ huy quân sự tài ba, ông còn là một nhà thơ nổi tiếng. Đồng đội và nhân dân miền Nam gọi ông là "Thi tướng rừng xanh".
Ông được đánh giá là người mang "nhiệm vụ chiến sĩ và sứ mệnh thi sĩ đã hoà quyện với nhau", như chính lời ông viết:
Tôi là người lăn lóc giữa đường trần,
Không phân biệt lúc mài gươm múa bút.
Đời chiến sĩ máu hoà lệ, mực
Còn yêu thương là chiến đấu không thôi
Suốt một đời gươm chẳng ráo mồ hôi
Thì không lẽ bút phải chờ kiếp khác.
Trên lưng ngựa múa gươm và ca hát,
Lòng ta say chiến trận đến thành thơ…
Bài thơ Nhớ Bắc của ông làm tại Chiến khu Đ năm 1946 với 4 câu tuyệt bút mở đầu đã được nhiều thế hệ người Việt Nam truyền tụng:
Ai về xứ Bắc ta đi với
Thăm lại non sông giống Lạc Hồng
Từ độ mang gươm đi mở cõi
Trời Nam thương nhớ đất Thăng Long.
Câu cuối có một số bản chép là "Ngàn năm thương nhớ đất Thăng Long". Tuy nhiên sau này đã được đính chính lại đúng nguyên tác là "Trời Nam".
Bài thơ kết thúc bằng 4 câu mang nặng tình với đất nước:
Ai đi về Bắc xin thăm hỏi
Hồn cũ anh hùng đất Cổ Loa
Hoàn Kiếm hồ xưa Linh Quy hỡi
Bao giờ mang trả kiếm dân ta.
Gần 50 bài thơ của ông đã được chọn in trong tập Thơ văn Huỳnh Văn Nghệ (Nhà xuất bản Đồng Nai, 1998). Ngoài ra ông còn viết truyện ký, tự truyện được tập hợp trong hai tập sách Quê hương rừng thẳm sông dài và Những ngày sóng gió.
Tháng 12 năm 2006, các tập thơ Chiến khu xanh, Bên bờ sông xanh, Rừng thẳm sông dài được tặng Giải thưởng Nhà nước về Văn học nghệ thuật.
Đầu năm 2007, tỉnh Bình Dương phối hợp với tỉnh Đồng Nai và Đài truyền hình Thành phố Hồ Chí Minh tổ chức hội thảo khoa học Huỳnh văn nghệ - Cuộc đời và sự nghiệp tại Nhà Lưu niệm Huỳnh Văn Nghệ, thuộc xã Thường Tân, huyện Tân Uyên, tỉnh Bình Dương.
Tại thành phố Thủ Dầu Một, có một con đường mang tên Huỳnh Văn Nghệ. Và cũng để tưởng nhớ công lao của một vị tướng - một nhà thơ và ở thành phố Biên Hòa cũng có con đường mang tên ông, tỉnh Bình Dương đã quyết định thành lập Giải thưởng văn học nghệ thuật Huỳnh Văn Nghệ của tỉnh Bình Dương. Tại Hà Nội, tên của ông được đặt cho một tuyến phố từ đường Nguyễn Văn Linh dẫn vào khu đô thị Sài Đồng đến đường Trần Danh Tuyên. Nhiều trường học ở Việt Nam cũng làm nên tên tuổi của ông.
Cuộc đời ông cũng được hãng TFS dựng thành phim truyền hình 37 tập Vó ngựa trời Nam, do Nghệ sĩ ưu tú Lê Cung Bắc làm đạo diễn và các diễn viên Huỳnh Đông vai Huỳnh Văn Nghệ, Lê Phương vai Nhàn, Phụng Cường vai Huỳnh Văn Nghệ lúc nhỏ, Tấn Hưng vai Tám Phát, Thạch Kim Long vai Chín Quỳ. Phim được dàn dựng từ năm 2007 và công chiếu vào tháng 3 năm 2010, nhận được một số lời khen ngợi.
Ngoài ra, nhân vật Huỳnh Văn Nghệ (Tám Nghệ) còn xuất hiện trong một số phim như: Dưới cờ đại nghĩa (do diễn viên Lê Văn Dũng đóng), Độc nhãn tướng quân Nguyễn Bình (do diễn viên Võ Hiệp đóng).

## Gia đình
Ông lấy vợ tên là Đoàn Thị Nhạn (1915 - 1988), có tất cả chín người con.
Hai người con đầu và người thứ bảy mất sớm.
Người thứ ba là bà Huỳnh Xuân Lan, kỹ sư xây dựng, mất năm 2007, nguyên là Phó Tổng Giám đốc Tổng Công ty xây dựng số 1.
Người thứ tư là bà Huỳnh Thu Cúc, kỹ sư hóa, nguyên giảng viên khoa Hóa, đại học Bách Khoa.
Người thứ năm là bà Huỳnh Thu Nguyệt, cử nhân tài chính kế toàn, nguyên trưởng phòng Tài chánh Quận 3, TP. HCM.
Người thứ sáu là ông Huỳnh Văn Nam, thạc sĩ khoa học công nghệ thông tin, nguyên Tổng Giám đốc Đài Truyền hình Thành phố Hồ Chí Minh (8/2002-3/2011), hiện là Chủ tịch Hội Chống Gian lận thương mại và Hỗ trợ Người tiêu dùng Thành phố Hồ Chí Minh.
Người thứ tám là bà Huỳnh Thị Sông Bé, cử nhân kinh tế.
Người con út là bà Huỳnh Thị Thành, Thạc sĩ Dược, Nguyên trưởng khoa Vật lý Đo lường, Viện Kiểm Nghiệm Thuốc Thành phố Hồ Chí Minh.